# Petter Hansson
Petter Hansson (Söderhamn, Suecia, 14 de diciembre de 1976) es un exfutbolista sueco. Jugaba de defensa y su último equipo fue el A. S. Monaco F. C. de Francia. 

## Selección nacional
Fue internacional con la selección de fútbol de Suecia en 43 partidos marcó 2 goles.

### Participaciones en Copas del Mundo
| Mundial                        | Sede     | Resultado        |
| ------------------------------ | -------- | ---------------- |
| Copa Mundial de Fútbol de 2006 | Alemania | Octavos de final |

### Participaciones en Eurocopas
| Copa          | Sede          | Resultado        |
| ------------- | ------------- | ---------------- |
| Eurocopa 2004 | Portugal      | Cuartos de final |
| Eurocopa 2008 | Austria Suiza | Primera fase     |

## Clubes
| Club                | País         | Año       |
| ------------------- | ------------ | --------- |
| Söderhamn FF        | Suecia       | 1994-1997 |
| Halmstads BK        | Suecia       | 1998-2002 |
| S. C. Heerenveen    | Países Bajos | 2002-2007 |
| Stade Rennais F. C. | Francia      | 2007-2010 |
| A. S. Monaco F. C.  | Francia      | 2010-2012 |

## Palmarés

### Títulos nacionales
| Título      | Club         | País   | Año  |
| ----------- | ------------ | ------ | ---- |
| Allsvenskan | Halmstads BK | Suecia | 2000 |